# (122) Герда
(122) Герда (нем. Gerda) — довольно крупный астероид главного пояса, принадлежащий к светлому спектральному классу S. Он был открыт 31 июля 1872 года американским астрономом немецкого происхождения К. Г. Ф. Петерсом в Клинтоне, США и назван в честь Герды, жены бога Фрейра в скандинавской мифологии.

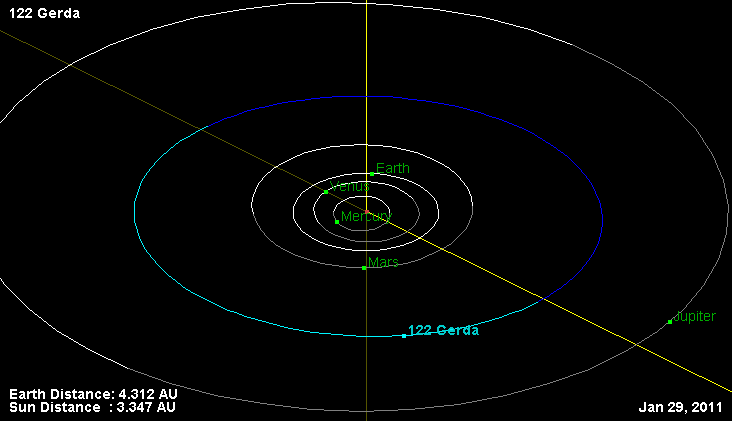
Орбита астероида Герда и его положение в Солнечной системе